# Апотемнофилия
Апотемнофили́я (от др.-греч. ἀπό «вне» + τέμνω «резать» + -филия) — сочетающаяся с мазохизмом разновидность сексуального фетишизма, при которой роль фетиша играют уродства собственного тела, инвалидность (например, отсутствие конечности). Апотемнофилию не следует смешивать с акротомофилией: влечением к людям с ампутированными конечностями.
Термин апотемнофилия (apotemnophilia) впервые придумал сексолог Джон Мани в 1977 году, назвав его редкой сексуальной девиацией.
У человека с апотемнофилией имеет место психическое расстройство — нарушение схемы тела (пример этого расстройства — фантомные боли после ампутации, которые обычно проходят через некоторое время, так как мозг адаптируется). Он стремится к ампутации здоровой конечности, добиваясь от врачей производства такой операции, в том числе прибегая к методам теневой медицины или членовредительству.
Выделяют и конкретную область расстройства — левую верхнюю париетальную долю (ВПД), постулируя таким образом нейрологическую природу заболевания. Левая ВПД принимает нейронные соединения от множества других областей, а именно зрительной, первичной соматосенсорной, вторичной соматосенсорной, премоторной и моторной коры.